# Затонное
Затонное — село в Илекском районе Оренбургской области, административный центр и единственный населённый пункт Затонновского сельсовета.
Расположено на правом берегу Илека в 19 км к юго-востоку от села Илек. По реке в этом месте проходит граница с Казахстаном.

## История
В 1811 году были построены казачьи форпосты со сменными гарнизонами: Изобильный, Новоилецкий, Озёрный и Затонный. В качестве укреплений были вырыты рвы с насыпью, внутри форпостов построены сараи из хвороста для казаков, а для зимовья вырыты землянки.
В 1817 губернатор Эссен возложил заселение Затонного и Озёрного на Уральское казачье войско. Новопоселенцам были предоставлены льготы по рыболовству и пользованию лесными богатствами, а также освобождение от службы на 3 года для обустройства своего хозяйства. Казаки в форпосте несли службу по охране реки Илек.
В 1862 году в Затонном насчитывалось 302 души мужского пола, на 1 душу приходилось 75 десятин земли (82,5 га).
В годы Первой мировой войны большинство казаков было призвано в армию.
В 1919 во время наступления Красной Армии все казаки были мобилизованы, в основном принудительно, в ряды белоказачьих соединений. На станицу красные наступали с севера, а белые держили оборону недалеко от станицы. В этих местах до сих пор находят множество стрелянных винтовочных гильз.

## Население
| 2010 | 2012 | 2013 | 2014 | 2015 | 2016 | 2017 |
| ---- | ---- | ---- | ---- | ---- | ---- | ---- |
| 600  | ↗603 | ↘596 | ↘586 | ↘573 | ↗578 | ↘565 |
| 2018 | 2019 | 2020 | 2021 |      |      |      |
| ↘549 | ↘542 | ↘535 | ↘529 |      |      |      |